# Orientierungsstufe
Die Orientierungsstufe (OS) ist ursprünglich eine eigene Schulform für die Klassenstufen 5 und 6. Die Orientierungsstufe ist heute meistens keine eigene Schulart mehr, sondern einer anderen organisatorisch zugeordnet.

## Ursprüngliche Art der Orientierungsstufe
Traditionell versteht man unter Orientierungsstufe eine Schule, in der Schüler auch nach der vierten Klasse gemeinsam unterrichtet werden, im Gegensatz zu einem bereits ab Klasse 5 gegliederten Schulsystem. Aufgabe der Orientierungsstufe ist es, die Schüler in diesen zwei Jahren intensiv in ihrem Lernverhalten zu beobachten, um sie dann an die für sie geeignete weiterführende Schule zu verweisen. Dadurch findet die Differenzierung der Schüler in die drei Schultypen des dreigliedrigen Schulsystems in Deutschland (Hauptschule, Realschule und Gymnasium) nicht nach der 4. Klasse, sondern erst nach der 6. Jahrgangsstufe statt. An dessen Ende wurde vom Klassenlehrer eine Empfehlung für den Übergang in die nachfolgend zu besuchende Schulart ausgesprochen, den Abgängern war jedoch die zu wählende Schulart freigestellt.

## Orientierungsstufe als Teil der Regelschule
Die Bezeichnung „Orientierungsstufe“ wird in einigen Bundesländern auch für die Klassen 5 und 6 innerhalb des gegliederten Schulwesens verwendet. Der Begriff soll auf die Durchlässigkeit verweisen, d. h. der Schüler kann unter bestimmten Bedingungen nach Klasse 5 oder 6 die Schulform wechseln. Die Orientierungsstufe bildet also die Klassenstufen 5 und 6 der jeweiligen Schulart Hauptschule, Realschule oder Gymnasium und ermöglicht durch ihre gezielte Förderung und Beobachtung eine Bestätigung oder eine Korrektur der Schullaufbahnentscheidung, die nach der Grundschule getroffen wurde. In diesem Kontext hat die Orientierungsstufe also eine zweifache Aufgabe: Einerseits sollen Schüler in der Orientierungsstufe die neuen Anforderungen der Sekundarstufe und ihrer Schularten kennenlernen und andererseits sollen die besonderen Fähigkeiten und Neigungen der Schüler gefördert und beobachtet werden. Die Orientierungsstufe ist damit keine eigene Schulart, sondern in jedem Fall einer Schulart organisatorisch zugeordnet. Manchmal wird diese Stufe auch als „Erprobungsstufe“ bezeichnet.

## Förderung und Integration
In der Orientierungsstufe die Schüler zu fördern knüpft an die Arbeit der Grundschulen an. Es findet eine weitere Binnendifferenzierung statt, d. h. Schüler werden je nach Identitätsentwicklung und Lernmöglichkeiten gefördert. Dies geschieht in Orientierungsstufen der ursprünglichen Art vor allem durch äußere Fachleistungsdifferenzierungen (A-, B- und C-Kurse), auch wenn der Unterricht im Klassenverbund als vorrangig gesehen wird.

## Beobachtungen und Beratung
Die systematische Schülerbeobachtung wurde mit Einführung der Orientierungsstufe als neues Element eingeführt. In Niedersachsen wurde für diese Aufgabe ein Schülerbeobachtungsbogen entwickelt. Ein Grund hierfür war wiederum, das Lernen der Schüler individuell fördern zu können. Ein weiterer Grund war die bessere Beratung der Erziehungsberechtigten bei der Schullaufbahnentscheidung.

## Regelungen in den einzelnen Bundesländern
In Niedersachsen wurde die Orientierungsstufe ab 1972 an einzelnen Schulen, ab dem Schuljahr 1981/82 dann landesweit eingeführt und 2004 wieder abgeschafft. Die wissenschaftliche Begleitung lag in Händen von Jörg W. Ziegenspeck, Universität Lüneburg.
In Bremen gingen bis 1977 alle Grundschulen bis zur 6. Klasse, die weiterführenden Schulen begannen ab Klasse 7, Gymnasialklassen zusätzlich ab Klasse 5. 1977 wurde die Orientierungsstufe flächendeckend eingeführt und 2005 wieder abgeschafft. Seit 2005 bestehen Grundschulen bis zur 6. Klasse nur an fünf Standorten, die weiterführenden Schulen beginnen mit Klasse 5.
In Nordrhein-Westfalen wurde die Orientierungsstufe nicht eingeführt. Die Klassen 5 und 6 werden schulformabhängig als Erprobungsstufen an Haupt-, Realschulen und dem Gymnasium geführt. Häufig wird der Begriff Orientierungsstufe synonym verwandt.
In Berlin und Brandenburg geht die Grundschule bis zur 6. Klasse. Nur wenige Gymnasien beginnen als Ausnahme in Klasse 5.
In Mecklenburg-Vorpommern geht die Grundschule bis zur 4. Klasse. Daran schließt sich seit dem Schuljahr 2006/2007 die zweijährige, schulartenunabhängige Orientierungsstufe an. In den neu geschaffenen Regionalen Schulen und in Gesamtschulen lernen die Kinder gemeinsam bis zur Klassenstufe 6 weiter.
In Hamburg gab es 1972 erste Versuche der Orientierungsstufe mit neun Standorten. Im Jahre 2002 gab es nur noch zwei Standorte.
In Bayern fand bis 1999 die Auswahl zum Gymnasium nach der 4., zur Realschule aber erst nach der 6. Klasse statt. In den Klassen 5 und 6 wurden alle Schüler, die nicht aufs Gymnasium gingen, gemeinsam in der Hauptschule oder an einer der Grundschule angegliederten Teilhauptschule I unterrichtet. Nach Abschluss der 5. Klasse konnte man in die 5. Klasse Gymnasium wechseln, sofern die Noten ausreichten, verlor also ein Jahr. In der 7. Klasse konnten diese auf eine Realschule, nicht jedoch aufs Gymnasium wechseln. Seit 1999 beginnt auch die Realschule in Klasse 5. Als Ausnahme existiert in München-Neuperlach seit 1973 eine Schule als Orientierungsstufe.
In Hessen gibt es an allen Gesamtschulen und zusätzlich an einigen Haupt- und Realschulen eine Förderstufe, die in etwa der Orientierungsstufe entspricht, ohne dass jedoch dieser Name verwendet wird.
In Sachsen, Schleswig-Holstein, Sachsen-Anhalt, Rheinland-Pfalz, Baden-Württemberg und dem Saarland wird der Begriff „Orientierungsstufe“ heute für die Klassen 5 und 6 innerhalb des gegliederten Schulwesens verwendet.

## Differenzierung innerhalb der Orientierungsstufe
(Beispiel: Niedersachsen bis 2004) Ursprünglich fand in der 6. Jahrgangsstufe in den Fächern Englisch und Mathematik eine Differenzierung in A-, B- und C-Kurse (bis ca. 1984 noch D-Kurse) statt (A: Gymnasialniveau bis D: unteres Hauptschulniveau), später auf I-Niveau bzw. II-Niveau. Ebenfalls auf I-Niveau und II-Niveau wurden in der 5. und 6. Jahrgangsstufe zusätzlich zum Unterricht im Klassenverband Stunden außerhalb des geschlossenen Klassenverbandes in Deutsch erteilt, in Englisch und Mathematik in der 5. Jahrgangsstufe. Dies gab bereits ersten Aufschluss über die Fähigkeiten der Schüler und der daraus resultierenden Empfehlung für die weiterführenden Schulen. Außerdem wurde der Unterricht in den Kursen speziell auf das Lernverhalten der Schüler zugeschnitten. So entsprachen die Anforderungen in A-Kursen etwa denen eines Gymnasiums, in B-Kursen der Realschule und in C-Kursen der Hauptschule. Nach der 6. Jahrgangsstufe erhielten die Schüler eine Empfehlung für die weiterführenden Schulen, welche allerdings nicht bindend war. In wissenschaftlichen Begleituntersuchungen durch Jörg W. Ziegenspeck an der Universität Lüneburg wurde der Fachleistungsdifferenzierung in den Fächern Englisch und Mathematik besondere Aufmerksamkeit geschenkt.

## Historisches
Bereits 1959 veröffentlichte der Deutsche Ausschuss für das Erziehungs- und Bildungswesen einen „Rahmenplan zur Umgestaltung und Vereinheitlichung des öffentlichen Schulwesens“, in dem er die Einführung einer „Förderstufe“ in den Klassen 5 und 6 empfahl (das Wort „Orientierungsstufe“ gab es damals noch nicht).
In den 60er Jahren wuchs die Kritik am Schulsystem jedoch immer mehr. Empirische Untersuchungen hatten bewiesen, dass sowohl in der Begabtenförderung als auch in den Prognosen für die weiterführenden Schulen viele Mängel entstanden waren. Begabte erhielten nicht die nötige Förderung, was vor allem in Zeiten des erhöhten Wissenschaftlerbedarfs bedenklich schien. Die Prognosen, welche Schüler nach der Grundschule auf die weiterführenden Schulen selektierten, erwiesen sich ebenfalls als mangelhaft. Hinzu kamen neue wissenschaftliche Erkenntnisse zum Lernen und zur Unterrichtsdidaktik, die grundlegende Änderungen nahelegten.
Im „Bildungsgesamtplan“ der Bund-Länder-Kommission von 1973 wurde somit die bundesweite Einführung der Orientierungsstufe empfohlen. Allerdings war schon damals klar, dass diese Empfehlung nicht bundesweit umgesetzt werden würde, da sich die fünf damals von der CDU/CSU regierten Bundesländer dagegen aussprachen.
Gleichzeitig musste sich das Bundesverfassungsgericht im Jahr 1972 mit der Frage beschäftigen, ob die seit 1969 geltende hessische Regelung, wonach der Besuch einer Förderstufe für alle Schüler verpflichtend ist, verfassungskonform ist. Es entschied zwar, dass die Einführung einer obligatorischen Förderstufe an und für sich nicht verfassungsrechtlich bedenklich ist. Allerdings verstoße die konkrete Regelung im Land Hessen gegen Art. 7 Abs. 4 GG, weil sie den Besuch privater Ersatzschulen ausnahmslos verbiete; zudem sei das Elternrecht aus Art. 6 Abs. 2 GG verletzt, soweit es Kindern in Grenzgebieten dadurch verboten wird, weiterführende Schulen eines benachbarten Bundeslandes zu besuchen.
In der Folgezeit wurde die Orientierungsstufe in SPD-regierten Ländern eingeführt, etwa 1977 in Bremen.
Schülerzahlen 1982
| Schulform                                                      | Schüler   |
| -------------------------------------------------------------- | --------- |
| Schulform-unabhängige Orientierungsstufe (Orientierungsschule) | 295.400   |
| Schulform-abhängige Orientierungsstufe an Hauptschulen         | 343.900   |
| Schulform-abhängige Orientierungsstufe an Realschulen          | 204.400   |
| Schulform-abhängige Orientierungsstufe an Gymnasien            | 241.300   |
| Schulform-abhängige Orientierungsstufe an Gesamtschulen        | 21.100    |
| Insgesamt                                                      | 1.106.100 |

## Kritik
Häufig wird an der Orientierungsstufe kritisiert, dass es nicht möglich sei, alle Schüler individuell ihren Begabungen entsprechend zu fördern. Während vor allem spätere Hauptschüler durch die Art und Geschwindigkeit des Unterrichts überfordert und frustriert werden, verlieren die Begabten die Lust am Lernen. Zudem ist nicht unbedingt nachvollziehbar, warum die Schüler nach der vierten Klasse in eine neue Schule mit neuer Durchmischung wechseln müssen, wenn ohnehin alle Schüler unabhängig von der Leistung im gleichen Klassenverband bleiben.